# Биологический музей (Турку)
Биологический музей (фин. Biologinen museo швед. Biologiska museet) — музей естественной природы, расположенный рядом с холмом Самппалинна в Турку.

## История
Музей был основан 15 июля 1907 года на пожертвования вице-консула Швеции в Турку Альфреда Якобссона и его супруги Хелены. Деревянная вилла, в которой расположились экспозиции музея, спроектирована архитектором Александром Нюстрёмом и построена в стиле национального романтизма.
Первоначально в музее было десять диорам, отражающих многообразие природы Финляндии: морское побережье Балтийского архипелага, леса в летнее и зимнее время, заливные луга, суровый ландшафт Лапландии. Автор диорам — известный шведский натуралист и таксидермист Густав Колтхофф.
В настоящее время экспозиции музея представляют из себя 13 диорам с видами живой природы Финляндии в которых расположены таксидермические изображения 31 вида млекопитающих и почти 150 видов птиц.